# Hans Prack
Hans Prack (Salzburgo, 4 de agosto de 1943) es un deportista austríaco que compitió en vela en la clase Tornado. Ganó una medalla de plata en el Campeonato Mundial de Tornado de 1980 y una medalla de plata en el Campeonato Europeo de Tornado de 1977.

## Palmarés internacional
| Campeonato Mundial | Campeonato Mundial       | Campeonato Mundial | Campeonato Mundial |
| Año                | Lugar                    | Medalla            | Clase              |
| ------------------ | ------------------------ | ------------------ | ------------------ |
| 1980               | Auckland (Nueva Zelanda) | Medalla de plata   | Tornado            |
| Campeonato Europeo |                          |                    |                    |
| Año                | Lugar                    | Medalla            | Clase              |
| 1977               | Marstrand (Suecia)       | Medalla de plata   | Tornado            |